# La Zone de la mort (film, 1917)
Pour les articles homonymes, voir La Zone de la mort.
Pour plus de détails, voir Fiche technique et Distribution.
La Zone de la mort est un film français muet réalisé par Abel Gance, sorti en 1917. Ce film est considéré comme perdu.

## Synopsis
Gisèle est aimée d'un parfumeur, Toffer, et de son neveu, Pierre. Pour empêcher Gisèle d'épouser Pierre, Toffer lui fait avaler un poison, ce qui lui fait perdre temporairement la raison et désempare Pierre, qui épouse une autre femme. Lors du mariage de Gisèle et de Toffer, Pierre, prévenu par un sorcier, enlève Giselle.

## Fiche technique
- Titre : La Zone de la mort
- Titre américain : The Zone of Death
- Titre polonais : Strefa smierci
- Réalisation : Abel Gance
- Scénario : Abel Gance
- Directeur de la photographie : Léonce-Henri Burel
- Pays de production :  France
- Longueur :
  - Version originale : 195 minutes (4 000 mètres)
  - Version distribuée : 75 minutes (1 535 mètres)[1]
- 4 000 mètres (version originale), 1 535 mètres pour la version distribuée
- Sociétés de production : Delac et Vandal
- Producteur : Louis Nalpas
- Format : Noir et blanc - 35mm - 1,33:1 - Film muet
- Date de sortie : France : 12 octobre 1917
- Statut : film perdu[1]

## Distribution
- Andrée Brabant
- Julien Clément
- Anthony Gildès
- Andrée Lionel
- Léon Mathot
- Gaston Modot
- Georges Paulais
- Paul Vermoyal

## Avis sur le film
- « Je me bornerai à certifier… que La Zone de la mort dépasse tout ce que nous avons fait chez nous, tant au point de vue technique qu'au point de vue intérêt. Il fallait un sacré culot en soi pour oser une pareille tentative. » Hebdo Film, 7 avril 1917.
- "Merci Gance ! Ne cessez jamais de voir trop grand" Louis Delluc [2]
- « Influencé par la guerre, La Zone de la mort ne la représentait pourtant pas, c'est un film qui mérite de retenir l'attention pour avoir introduit dans le cinéma ce fantastique dont l'Allemagne tira plus tard de si beaux effets. » Georges Charensol, Panorama du cinéma, 1929.